# Rammelsberg-Kaserne

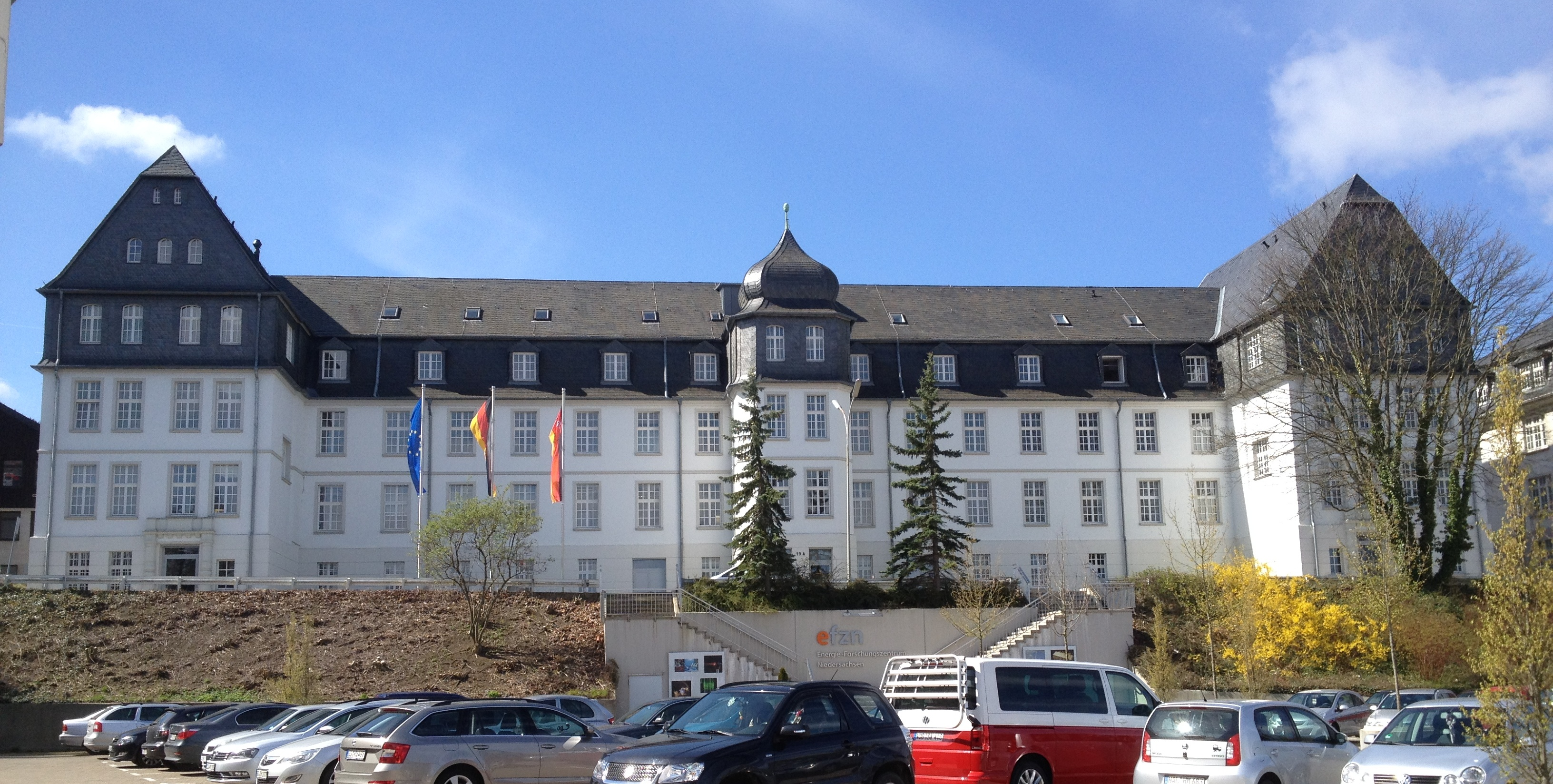
Ehemaliges Unterkunftsgebäude Rammelsberg-Kaserne, 2016

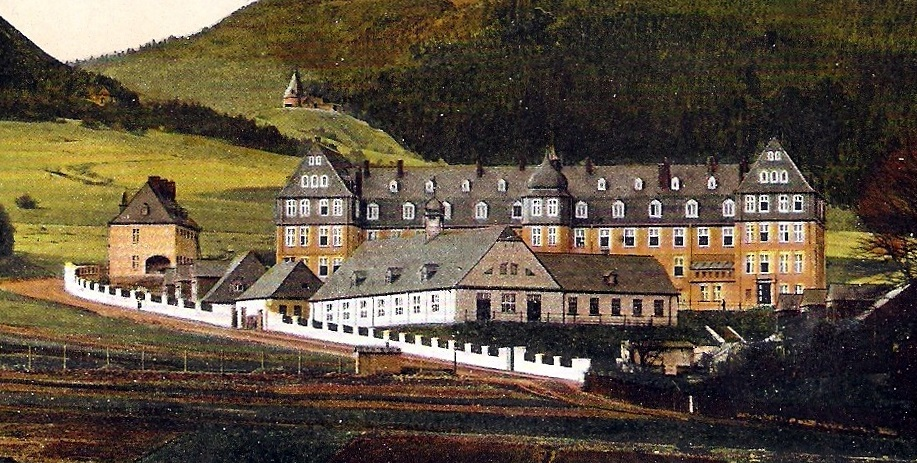
Rammelsberg-Kaserne auf einer Ansichtskarte, 1914

Die Rammelsberg-Kaserne war eine Kasernenanlage am Fuß des Rammelsbergs in Goslar. Sie wurde 1912–1914 für das Hannoversche Jäger-Bataillon Nr. 10 errichtet.
Nach dem Zweiten Weltkrieg diente sie dem Bundesgrenzschutz. Nach Schließung des Bundesgrenzschutzstandortes kaufte die Stadt Goslar im Jahr 2002 die Gebäude und entwickelte gemeinsam mit dem Land Niedersachsen und der Technischen Universität Clausthal das heutige Nutzungskonzept. Nach einem groß angelegten Umbau bezog 2010 das Energie-Forschungszentrum Niedersachsen (EFZN) einen Teil des Komplexes, das später eingerichtete Energie-Forschungszentrum (EST) der TU Clausthal kam hinzu. Das Gesamtgelände erhielt den Namen EnergieCampus Goslar. Seit dem Jahr 2009 betreibt das Fraunhofer-Institut für Nachrichtentechnik mit der Abteilung Faseroptische Sensorsysteme eine Außenstelle in unmittelbarer Nachbarschaft. Die Forschungseinrichtungen arbeiten eng im „Batterie- und Sensoriktestzentrum“ zusammen.
Nach erfolgter Revitalisierung des ehemaligen Wirtschaftsgebäudes ist seit Anfang 2018 die Campuskita „Zum Frankenberge“ auf dem EnergieCampus ansässig.

## Architektur
Die Kasernenanlage oberhalb der Goslarer Altstadt wurde im Stil der Neorenaissance erbaut, die Architektur folgt dabei Vorbildern von Residenzschlössern der Weserrenaissance. Vor dem Hauptgebäude mit haubenbekröntem Mittelrisalit und zwei rechtwinklig angefügten Seitenflügeln führt eine Freitreppe auf den „Ehrenhof“ hinab, der von niedrigeren Bauten – beim Barockschloss etwa Wirtschaftsgebäude, Marstall und Orangerie – umgeben ist.